# Cabeço da Serreta
O Cabeço da Serreta é uma elevação portuguesa localizada no concelho de São Roque do Pico, ilha do Pico, arquipélago dos Açores.
Este acidente geológico que se encontra na Latituide 38º 48' e na Lonjidtude 28º 28' tem o seu ponto mais elevado a 643 metros de altitude acima do nível do mar e encontra-se geograficamente próxima da localidade de São Miguel Arcanjo.
Nas suas imediações passam vários cursos de água com origem na Montanha Central do Pico que se eleva a 2351 de altitude. Assim surgem a Ribeira do Burro, a Ribeira da Lima, a Ribeira Vale da Fonte, a Ribeirinha, a Ribeira do Mariano e a Ribeira das Fetais além das elevações Cova da Barreira, Pico Corre Água, Portal da Fonte e da Lagoa da Barreira.